# Per Sandberg
Per Anders Sandberg född 13 november 1962 i Brämaregården, Göteborg, är en svensk skådespelare.

## Biografi
Sandberg utbildades vid Teaterhögskolan i Stockholm 1985–1988 och efter studierna engagerades han vid Stockholms stadsteater fasta ensemble. Han har också gästspelat på Riksteatern, Uppsala Stadsteater och Göteborgs stadsteater.
Han är gift med Gunilla Röör och tillsammans har de sonen Jack.

## Filmografi
- 1986 – Ester – om John Bauers hustru
- 1993 – Allis med is (TV-serie)
- 1993 – Kådisbellan
- 1994 – Bara du & jag
- 1995 – Jul i Kapernaum (TV-serie) (del 1 och 2)
- 1995 – Nattens barn (TV-serie)
- 1995 – Majken (TV-serie)
- 1995 – Pensionat Oskar
- 1997 – Adam & Eva
- 1998 – Under solen
- 2000 – Det grovmaskiga nätet (TV-serie)
- 2000 – Livet är en schlager
- 2001 – Anderssons älskarinna (TV-serie)
- 2003 – Berglunds begravningar (TV-serie)
- 2005 – Lasermannen (TV-serie)
- 2005 – Lovisa och Carl Michael (TV-serie)
- 2006 – AK3 (TV-serie)
- 2006 – Sök
- 2007 – Underbar och älskad av alla
- 2009 – Leka med elden
- 2009 – Mannen under trappan (TV-serie)
- 2010 – Gringa
- 2011 – Bibliotekstjuven (TV-serie)
- 2012 – Arne Dahl: De största vatten (TV-serie)
- 2013 – Solsidan (TV-serie)

## Teater

### Roller (ej komplett)
| År   | Roll                                                            | Produktion                                                  | Regi                  | Teater                                      |
| ---- | --------------------------------------------------------------- | ----------------------------------------------------------- | --------------------- | ------------------------------------------- |
| 2000 |                                                                 | Löparen Mattias Andersson                                   | Mattias Andersson     | Stockholms stadsteater                      |
| 2011 | Tredje tiggaren Nödens tredje budbärare Elifas Cirkusdirektören | Jobs lidande (יסורי איוב, Ysurei 'Yov) Hanoch Levin         | Philip Zandén         | Judiska teatern                             |
| 2012 | Telegin                                                         | Onkel Vanja (Дядя Ваня, Djadja Vanja) Anton Tjechov         | Eirik Stubø           | Stockholms stadsteater                      |
| 2015 | Gigi                                                            | Momo eller Kampen om tiden (Momo) Michael Ende              | Allan Svensson        | Stockholms stadsteater                      |
| 2016 |                                                                 | Minnesstund Alejandro Leiva Wenger                          | Frida Röhl            | Kulturhuset Stadsteatern                    |
| 2016 | Medverkande                                                     | Maratondansen (They Shoot Horses, Don't They?) Horace McCoy | Kenneth Kvarnström    | Kulturhuset Stadsteatern                    |
| 2017 |                                                                 | Hamlet Jens Ohlin och Hannes Meidal                         | Jens Ohlin            | Teater Galeasen/ Dramaten                   |
| 2018 |                                                                 | Ilya Lars Rudolfsson                                        | Lars Rudolfsson       | Kulturhuset Stadsteatern                    |
| 2018 |                                                                 | De skyddssökande (Ἱκέτιδες, Hiketides) Aischylos            | Dritëro Kasapi        | Kulturhuset Stadsteatern                    |
| 2019 | Fernando Cerullo                                                | Min fantastiska väninna (L'Amica geniale) Elena Ferrante    | Maria Sid             | Kulturhuset Stadsteatern/ Årsta Folkets hus |
| 2019 | Claudius                                                        | Hamlet Jens Ohlin och Hannes Meidal                         | Jens Ohlin            | Teater Galeasen/ Dramaten                   |
| 2022 | Gibbs                                                           | Drivhuset (The Hothouse) Harold Pinter                      | Stefan Metz           | Kulturhuset Stadsteatern                    |
| 2022 | Medverkande                                                     | Månen och de andra planeterna Staffan Valdemar Holm         | Staffan Valdemar Holm | Kulturhuset Stadsteatern                    |
| 2022 |                                                                 | Temps mort Lars Norén                                       | Suzanne Osten         | Kulturhuset Stadsteatern                    |
| 2024 | Medverkande                                                     | Jag offrar mig Ada Berger, Stina Wirsén och Anna Vnuk       | Ada Berger            | Kulturhuset Stadsteatern                    |